# Stora Korpimäki
Stora Korpimäki este o arie protejată (arie specială de conservare — SAC, sit de importanță comunitară — SCI, arie de protecție specială avifaunistică — SPA) din Suedia întinsă pe o suprafață de 1.901,1 ha, integral pe uscat.

## Localizare
Centrul sitului Stora Korpimäki este situat la coordonatele 61°38′34″N 14°33′56″E / 61.6429°N 14.5655°E.

## Înființare
Situl Stora Korpimäki a fost declarat sit de importanță comunitară în iulie 2000 pentru a proteja 9 specii de animale. Alte tipuri de protecție:
- arie de protecție specială avifaunistică (în iulie 2000)[2]
- arie specială de conservare (în martie 2011)[1][3][4]

## Biodiversitate
Situată în ecoregiunea boreală, aria protejată conține 10 habitate naturale: Lacuri și iazuri distrofice naturale, Păduri de conifere pe eskere fluvioglaciare sau legate la acestea, Mlaștini turboase de tranziție și turbării mișcătoare, Turbării Aapa, Ape stătătoare oligotrofe până la mezotrofe, cu vegetație de Littorelletea uniflorae și/sau de Isoëto-Nanojuncetea, Cursuri de apă de la nivel de câmpie la nivel montan, cu vegetație Ranunculion fluitantis și Callitricho-Batrachion, Izvoare fino-scandinave și mlaștini produse de izvoare bogate în minerale, Taiga vestică, Mlaștini împădurite, Păduri caducifoliate de mlaștină fino-scandinave.
La baza desemnării sitului se află mai multe specii protejate:
- păsări (7): cocoșul de mesteacăn (Bonasa bonasia), Fringilla montifringilla, ciocănitoare de munte (Picoides tridactylus), ciocănitoare verzuie (Picus canus), cocoșul de mesteacăn (Tetrao tetrix tetrix),  cocoș de munte (Tetrao urogallus), fluierar de mlaștină (Tringa glareola)
- nevertebrate (2): Stephanopachys linearis, Stephanopachys substriatus